# Fritz Markwardt
Fritz Markwardt (* 3. Dezember 1924 in Magdeburg; † 10. September 2011 in Erfurt) war ein deutscher Arzt und Pharmakologe, der von 1961 bis 1991 als Professor und Institutsdirektor an der Medizinischen Akademie Erfurt wirkte. In den 1950er Jahren gelang ihm die Isolierung und Charakterisierung der blutgerinnungshemmenden Substanz Hirudin aus Blutegeln. Unter dem Titel „Allgemeine und spezielle Pharmakologie“ veröffentlichte er ein Lehrbuch, das zwischen 1972 und 1989 in sechs Auflagen erschien.

## Leben
Fritz Markwardt wurde 1924 in Magdeburg geboren und studierte, nach Dienst in der Kriegsmarine und einer Apothekenlehre, an der Ernst-Moritz-Arndt-Universität Greifswald von 1950 bis 1955 Pharmazie und von 1955 bis 1960 Medizin. Er erlangte an der Universität Greifswald die naturwissenschaftliche sowie 1960 auch die medizinische Promotion, und erhielt dort 1956 unter Paul Wels mit einer Arbeit zu „Untersuchungen über Hirudin“ auch die naturwissenschaftliche Habilitation. 1960 folgte die Habilitation im Fach Pharmakologie mit der Arbeit „Pharmakologie blutgerinnungshemmender Wirkstoffe“.
Fritz Markwardt wurde in Greifswald zunächst zum Dozenten für Pharmazie und 1960 zum Professor mit Lehrauftrag für Pharmakologie ernannt. Im folgenden Jahr wechselte er an die Medizinische Akademie Erfurt, an der er bis zur Emeritierung 1991 eine ordentliche Professur für Pharmakologie innehatte und als Direktor des Instituts für Pharmakologie und Toxikologie fungierte, dessen Ausrichtung auf die Hämostaseforschung er in diesen drei Jahrzehnten prägte.
Fritz Markwardt war verheiratet sowie Vater einer Tochter, die Ärztin wurde, und eines Sohns. In seiner Freizeit malte und segelte er, in seinem Wohnort Frienstedt war er zudem aktiver Förderer im Freundeskreis der St.-Laurentius-Kirche. Er war weder Mitglied der SED noch einer anderen Blockpartei. Im Jahr 2011 starb er in Erfurt.

## Wissenschaftliches Wirken
Schwerpunkte des wissenschaftlichen Wirkens von Fritz Markwardt waren die Isolierung und die Synthese von Hemmstoffen der Enzyme der Blutgerinnung sowie die Untersuchung von deren chemischer Struktur und pharmakologischen Wirkungen. Weitere Aktivitäten betrafen Wirkstoffe zur Aktivierung und Hemmung der Fibrinolyse sowie zur Hemmung der Funktion von Thrombozyten. In den 1950er Jahren gelang ihm die Isolierung der blutgerinnungshemmenden Substanz Hirudin aus homogenisierten Köpfen von Blutegeln und deren biochemisch-pharmakologische Charakterisierung.
Diese Arbeiten gelten bis in die Gegenwart als Hauptgrundlage für die medizinische Anwendung von Hirudin und für die Entwicklung von rekombinanten Hirudin-Präparaten, an deren Einsatz für therapeutische Zwecke er ebenfalls beteiligt war. So wurde rekombinantes Hirudin auf seine Anregung hin, nach experimentellen Studien in seinem Institut, durch Erfurter Nephrologen weltweit erstmals als Antikoagulanz erfolgreich bei Hämodialyse verwendet.

## Auszeichnungen
Seit 1975 war er Ehrenmitglied der Deutschen Gesellschaft für Hämatologie und Medizinische Onkologie.
Fritz Markwardt war ab 1975 korrespondierendes und ab 1981 ordentliches Mitglied der Akademie der Wissenschaften der DDR. Ab 1965 gehörte er außerdem der Deutschen Akademie der Naturforscher Leopoldina an, 1990 wurde er als ordentliches Mitglied in die Akademie gemeinnütziger Wissenschaften zu Erfurt aufgenommen. Darüber hinaus war er ab 1991 ordentliches Mitglied der Academia Europaea. Er erhielt 1962 den Rudolf-Virchow-Preis, 1966 den Nationalpreis der DDR und im Jahr 2000 mit der Schmiedeberg-Plakette die höchste Auszeichnung der Deutschen Gesellschaft für Experimentelle und Klinische Pharmakologie und Toxikologie. In der DDR wurde ihm außerdem der Ehrentitel Obermedizinalrat (OMR) verliehen.

## Werke (Auswahl)
- Antifibrinolytika. Jena 1967 (als Mitautor)
- Handbuch der experimentellen Pharmakologie. Band 27: Anticoagulantien. Berlin 1971 (aus Herausgeber)
- Fibrinolytika und Antifibrinolytika. Jena 1972 (als Mitherausgeber)
- Handbuch der experimentellen Pharmakologie. Band 46: Fibrinolytics and Antifibrinolytics. Berlin, Heidelberg und New York 1978 (als Herausgeber)
- Allgemeine und spezielle Pharmakologie. Berlin 1972, 1976, 1978, 1983, 1985, 1989 und Lizenzausgaben Stuttgart 1974, 1976 (als Herausgeber)
- Medizinische Pharmakologie. Zwei Bände. Leipzig 1985 und Lizenzausgabe Stuttgart 1985 (als Herausgeber)